# Guillermina López Bendito
Guillermina López Bendito   (Santo Domingo, 1975) és una investigadora i neurocientífica espanyola.

## Biografia
Guillermina Elisa López Bendito, nascuda a Santo Domingo, on els seus pares espanyols s'havia exiliat, va realitzar els estudis de Biologia a la Universitat d'Alacant i el doctorat en Neurociències a l'Institut de Neurociències, centre mixt de la Universitat Miguel Hernández d'Elx i el CSIC (2000), amb la tesi Expressió de receptors de glutamat i gaba durant el desenvolupament de l'escorça cerebral. Després se'n va anar al Regne Unit on va completar la seua formació treballant com a investigadora postdoctoral al Departament d'Anatomia Humana i Genètica de la Universitat d'Oxford entre 2001 i 2004. Va tornar a Espanya amb un contracte com a investigadora científica Ramón y Cajal del Consell Superior d'Investigacions Científiques (CSIC) entre 2004 i 2007. En l'actualitat (2018) és líder de grup CSIC i dirigeix el grup Desenvolupament, Plasticitat i Regeneració dels Circuits Talamocorticals de l'Institut de Neurociències.
La seua tasca investigadora s'ha centrat en el camp de la neurociència, i en particular en el desenvolupament de les connexions talamocorticals en el sistema nerviós, la funció del tàlem en el desenvolupament i formació de les escorces sensorials, i els mecanismes implicats en processos de plasticitat cortical després de la pèrdua sensorial. Ha publicat més de cinquanta treballs en revistes científiques d'alt impacte.
Entre els premis i reconeixements que ha rebut Guillermina López pel seu treball científic, es troben, entre d'altres, el seu nomenament com a membre vitalici de l'Organització Europea de Biologia Molecular, el Premi Fundació Banc Sabadell a la Investigació Biomèdica 2020, la Distinció al Mèrit Científic de la Generalitat Valenciana de 2018 «com a reconeixement de la seua àmplia trajectòria científica i investigadora a la comprensió de les connexions entre el tàlem i l'escorça cerebral i els mecanismes que permeten el processament de la informació sensorial», el premi Joseph Altman en Neurociència del Desenvolupament atorgat el 2018 per la Societat Japonesa de Neurociència ; el premi internacional IBRO-Kemali per a investigadors menors de 45 anys, atorgat el 2017 per la Fundació IBRO Dargut & Milena Kemali, o el finançament amb dos milions d'euros concedida el 2015 pel Consell Europeu de Recerca per al Projecte Sensorthalamus.